# Wadi (infiltratievoorziening)

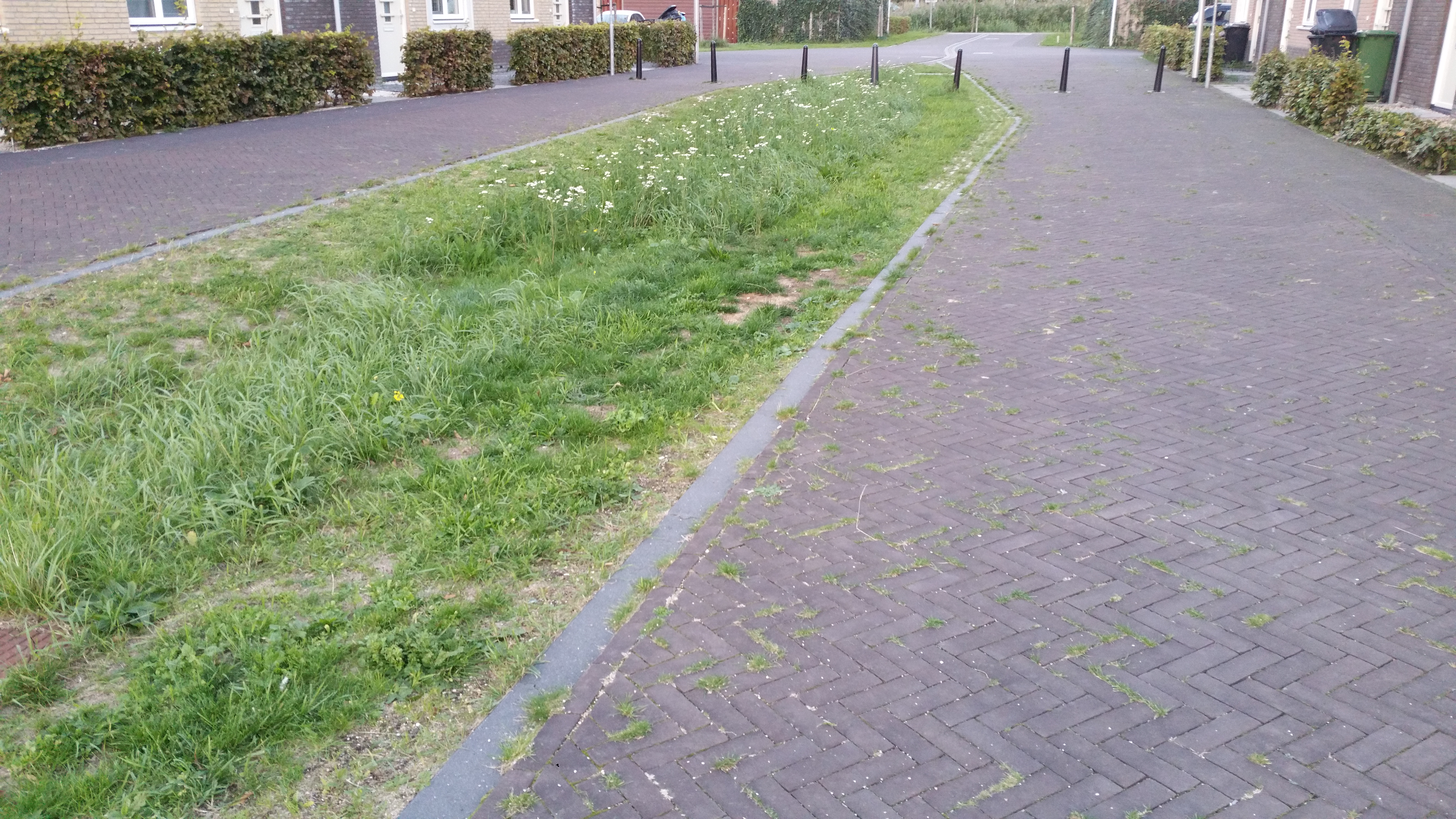
Wadi in woonstraat

Met een wadi (Water Afvoer Drainage en Infiltratie)  wordt in Nederland en België een opslag- en infiltratievoorziening bedoeld die tijdelijk gevuld kan zijn met hemelwater. De term is een afkorting van 'Water Afvoer Drainage en Infiltratie' en is ontleend aan de Arabische naam voor een – vaak droog – rivierdal, een wadi.
Het idee voor de aanleg van 'wadi's' ter regulering van waterafvoer in bebouwd gebied buiten de riolering om ontstond in Duitsland. In Nederland is het voor het eerst op grote schaal toegepast vanaf 1992 in de nieuwbouwwijk Ruwenbos te Enschede. Wadi's zijn daarna op vele plaatsen aangelegd, onder andere in Nijmegen, Arnhem, in Putten en in hoger gelegen delen van de Vinex-wijk Leidsche Rijn. In België onder meer in de Lierse wijk Bogerse Velden. 

## Toepassing
Bij toepassing van een wadi in stedelijke gebieden wordt de waterafvoer van straten, andere verhardingen en daken van huizen geheel of gedeeltelijk afgekoppeld van de riolering. Het hemelwater dat op deze verharde oppervlakken valt wordt via een afzonderlijke hemelwaterriolering of over het maaiveld afgevoerd naar een wadi. Daar kan het infiltreren in de bodem of vertraagd worden afgevoerd naar oppervlaktewater. Op deze manier wordt voorkomen dat schoon water onnodig naar de rioolwaterzuiveringsinstallatie gaat. Tevens wordt zo bereikt dat het grondwater wordt aangevuld. De toepassing van wadi's heeft daarnaast als voordeel dat de aanwezige (gemengde) riolering bij hevige regenval minder zwaar wordt belast. Er wordt onderzocht hoe wadi's kunnen bijdragen aan de ecologische waarde binnen woonwijken. Echter zijn er nog weinig concrete praktische voorbeelden.

## Opbouw
Een wadi is opgebouwd in verschillende lagen. Onder de toplaag die bestaat uit teeltaarde is een laag grofkorrelig zand of grind met een goede waterdoorlatendheid aangebracht. Hieronder kan zich een ondergrondse waterberging bevinden die bestaat uit een infiltratiekoffer bestaande uit in een zanddicht doek ingepakt grof materiaal. Ook kan er een drainagebuis zijn aangelegd. Als overloop bij hevige regenval is er soms een straatkolk aangelegd, die enige tientallen centimeters boven de bodem van de wadi uitsteekt. Die voert het water, bij een waterstand tot boven deze kolk, rechtstreeks naar de ondergrondse berging.

## Voorbeelden

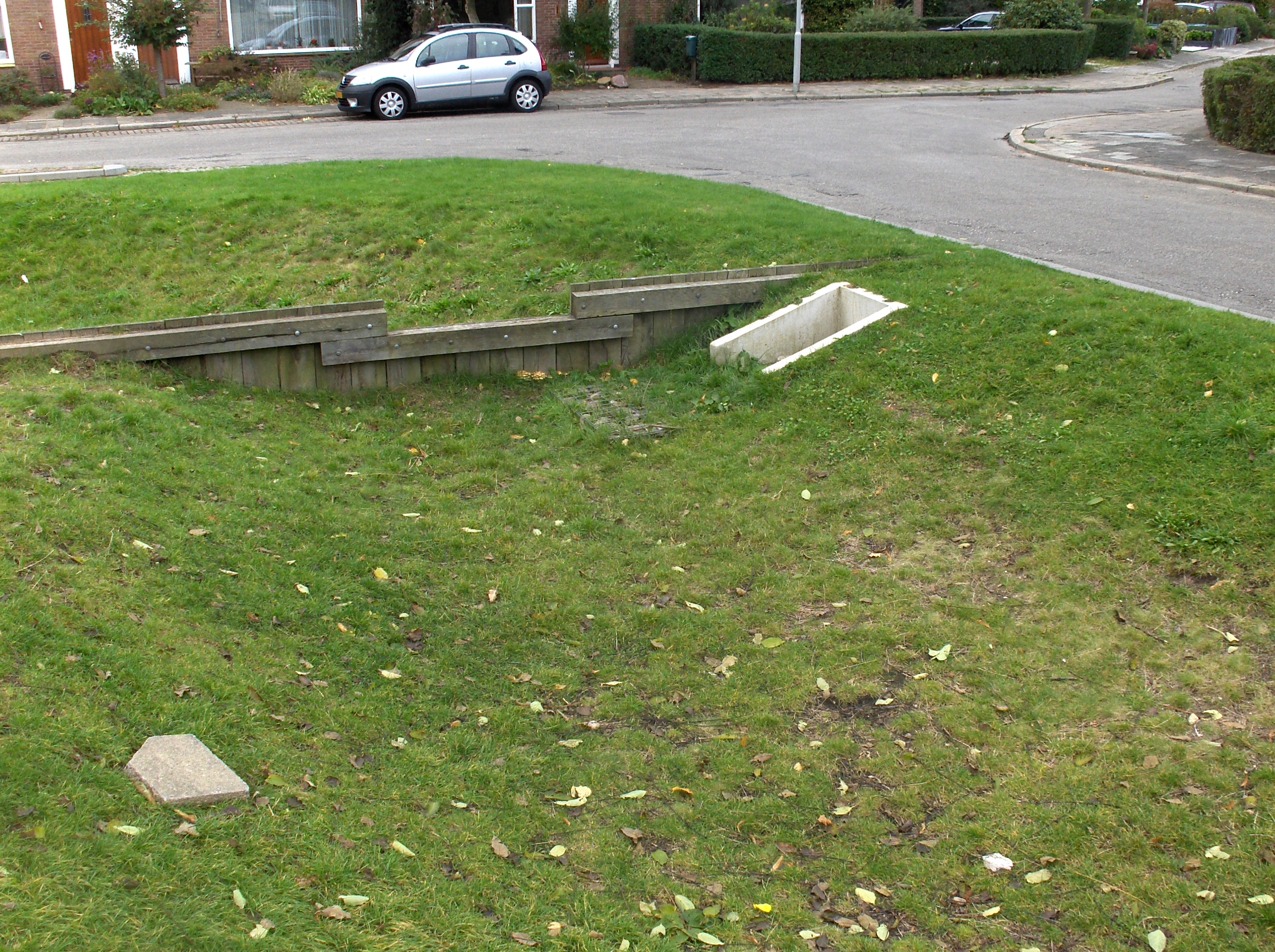
Een wadi in Arnhem
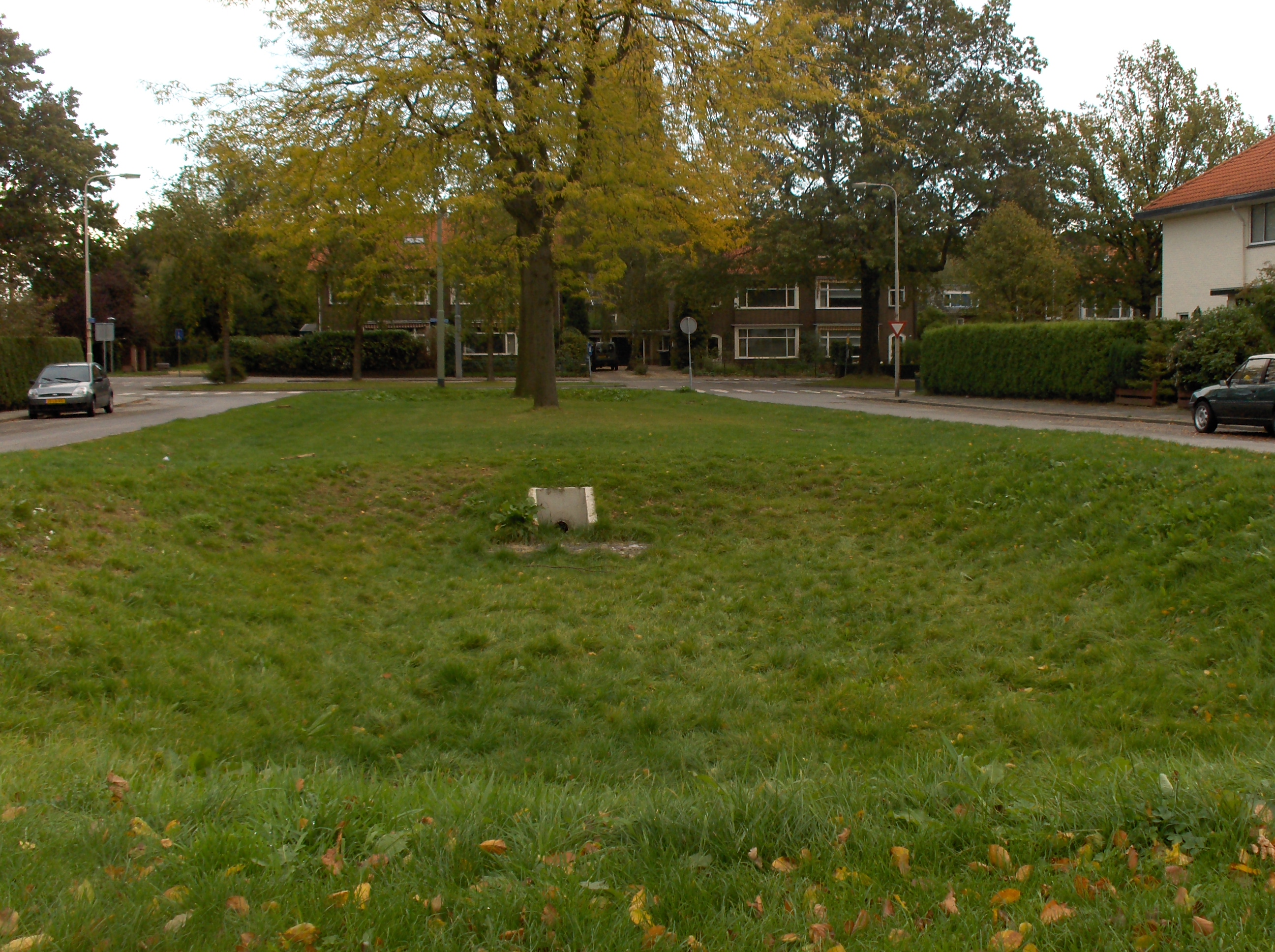
Een wadi in Arnhem
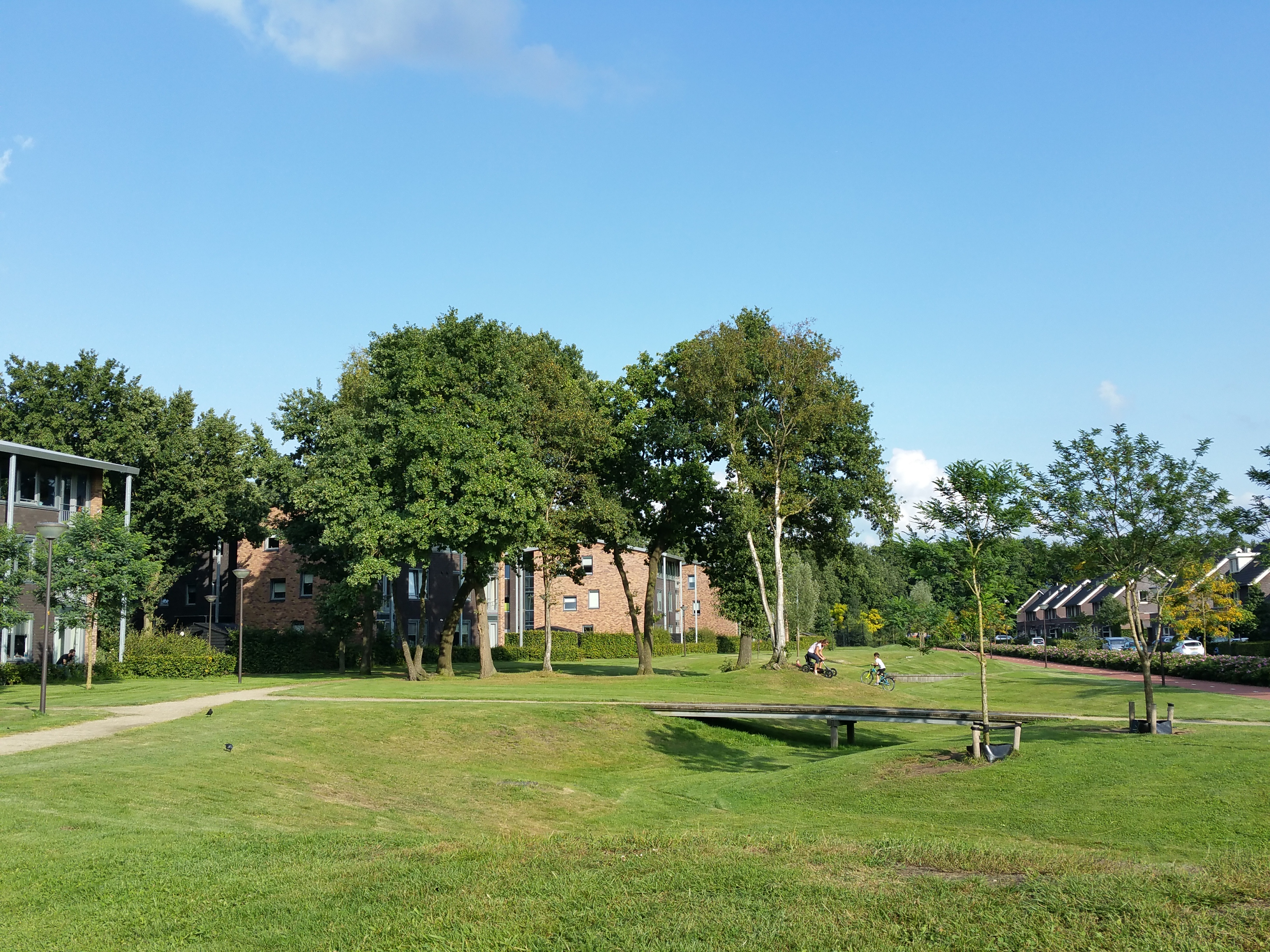
Wadi in de wijk Bijsteren in Putten
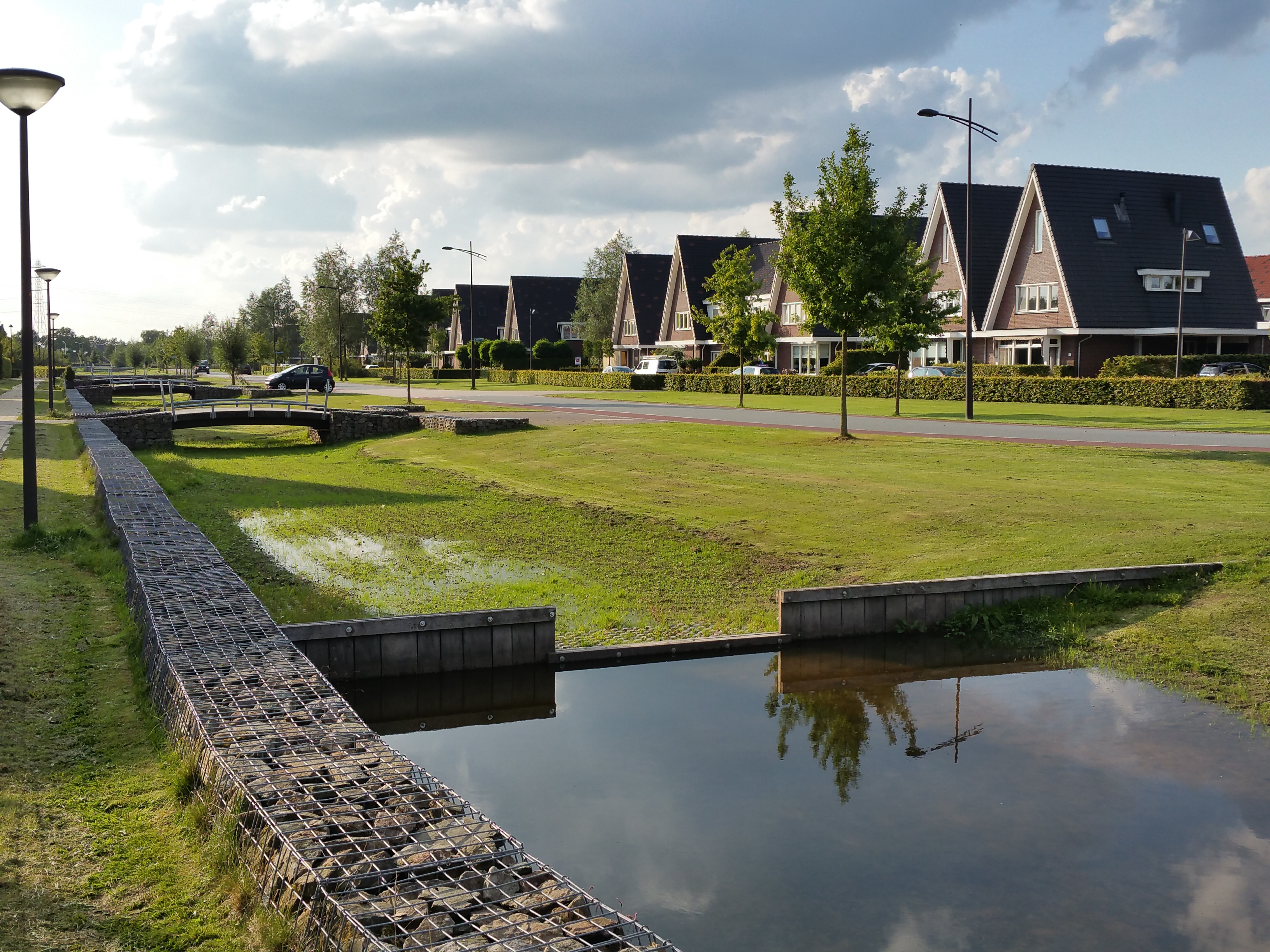
Wadi als gracht in de wijk Bijsteren in Putten
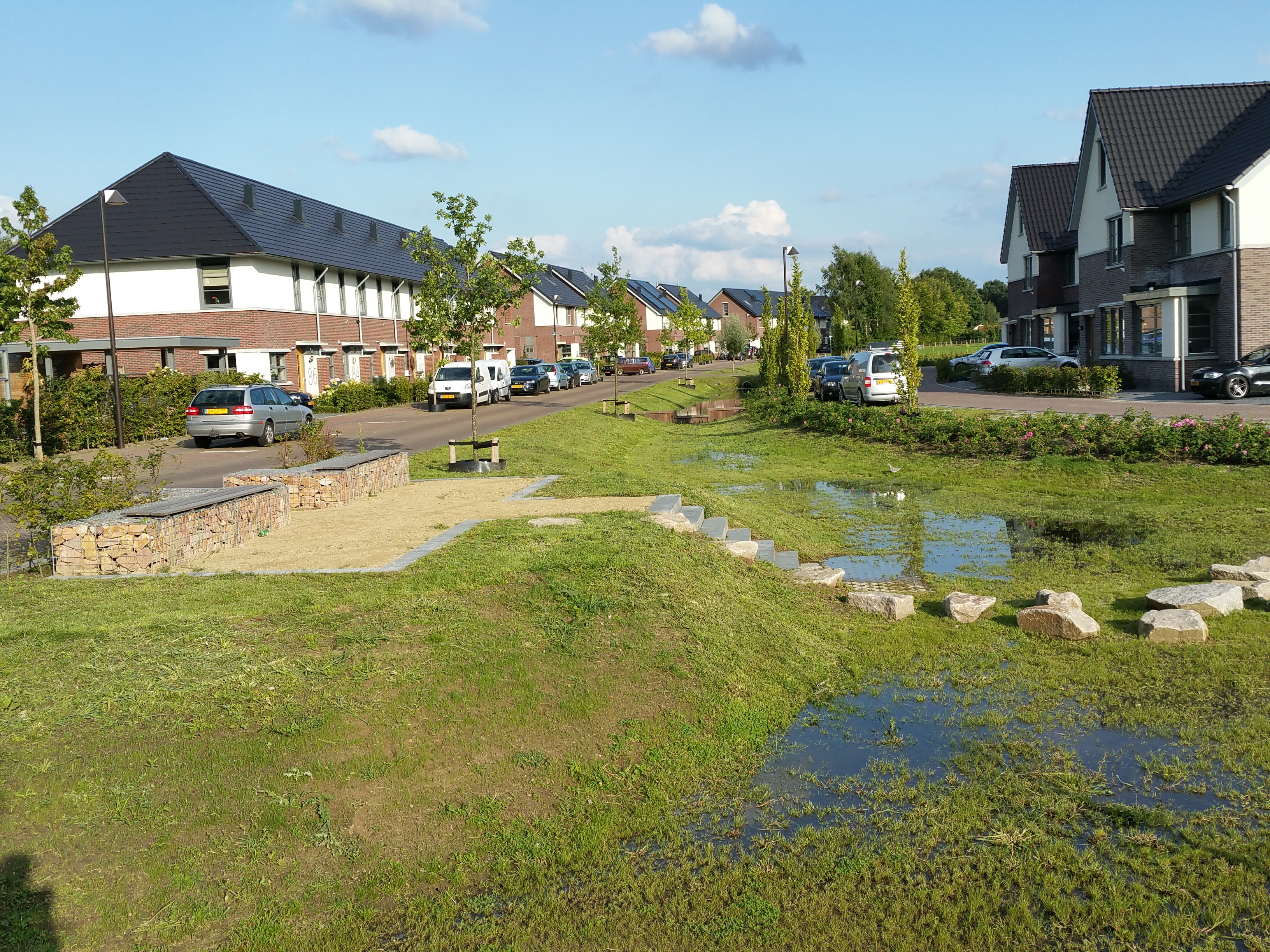
Wadi als speelelement in de wijk Bijsteren in Putten
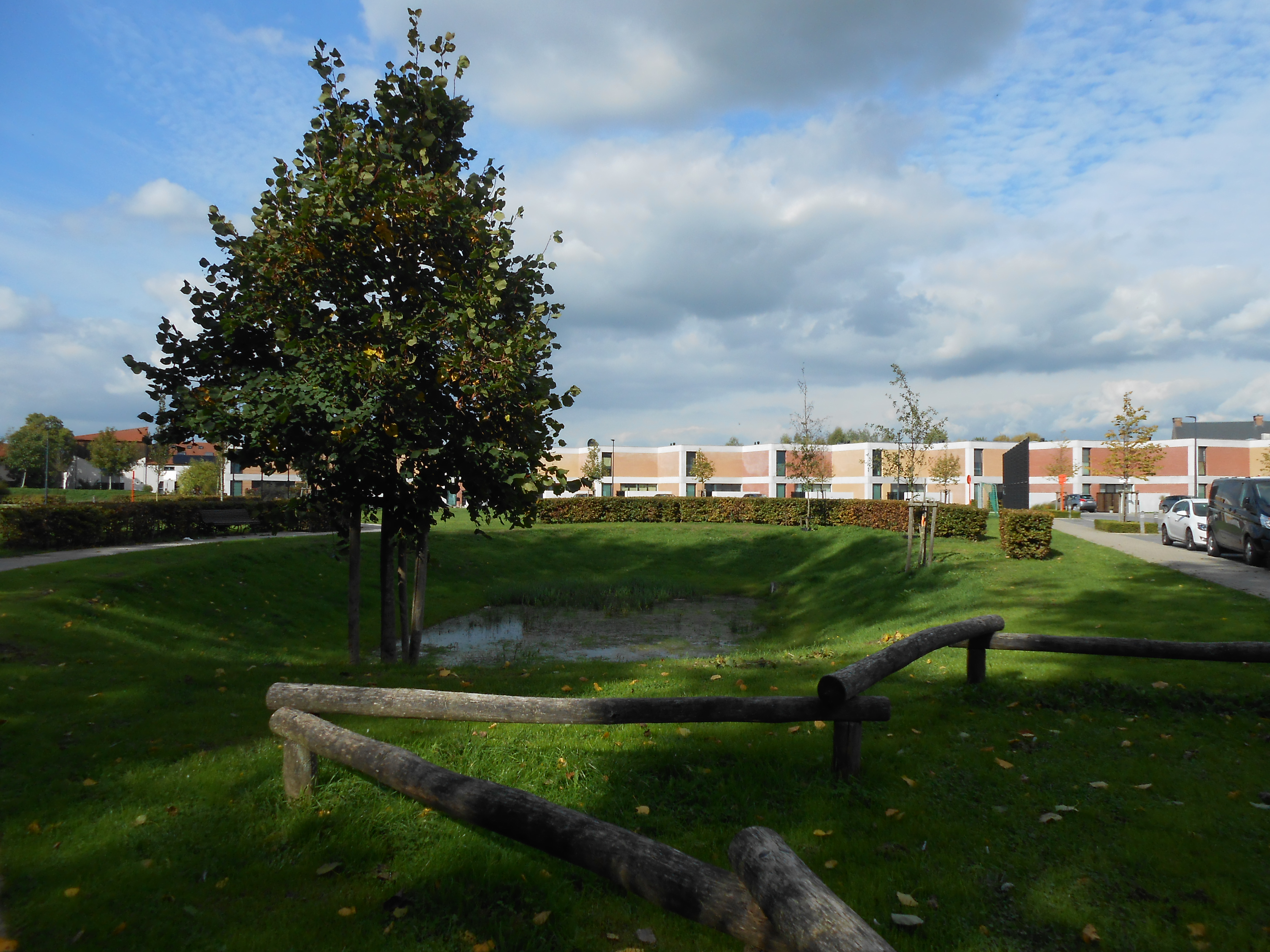
Bogerse Velden, Lier